# Кубок Кар'яла 1998
Кубок Кар'яла 1998 — міжнародний хокейний турнір у Фінляндії в рамках Єврохокейтуру, проходив 5—8 листопада 1998 року у Гельсінкі.

## Результати та таблиця
| 1. | Фінляндія | *** | 3:2 | 5:3 | 2:2 | 3 | 2 | 1 | 0 | 10:7 | 5 |
| 2. | Росія     | 2:3 | *** | 2:2 | 4:1 | 3 | 1 | 1 | 1 | 8:6  | 3 |
| 3. | Чехія     | 3:5 | 2:2 | *** | 2:2 | 3 | 0 | 2 | 1 | 7:9  | 2 |
| 4. | Швеція    | 2:2 | 1:4 | 2:2 | *** | 3 | 0 | 2 | 1 | 5:8  | 2 |

М — підсумкове місце, І — матчі, В — перемоги, Н — нічиї, П — поразки, Ш — закинуті та пропущені шайби, О — очки

## Найкращі гравці турніру
| Воротар  | Юган Хедберг     |
| Захисник | Петтері Нуммелін |
| Нападник | Їржі Допіта      |

## Команда усіх зірок
| Воротар  | Веса Тоскала      |
| Захисник | Лібор Прохазка    |
| Захисник | Петтері Нуммелін  |
| Нападник | Максим Афіногенов |
| Нападник | Їржі Допіта       |
| Нападник | Пер Еклунд        |